# Bắc Quan
Bắc Quan (chữ Hán giản thể: 北关区, Hán Việt: Bắc Quan khu) là một quận thuộc địa cấp thị An Dương (chữ Hán giản thể: 安阳市), tỉnh Hà Nam, Cộng hòa Nhân dân Trung Hoa. Quận Bắc Quan có diện tích 59 km2, dân số năm 2002 là 240.000 người. Quận lỵ đóng ở đường Tân Nam.
Quận này được chia ra thành các đơn vị hành chính gồm 9 nhai đạo: Hồng Kỳ Lộ, Đăng Tháp Lộ, Giải Phóng Lộ, Đậu Hủ Doanh, Hoàn Bắc, Chương Đông, Chương Bắc, Thự Quang và Dân Hàng.